# Hyocephalidae
Die Hyocephalidae sind eine Familie der Wanzen (Heteroptera) innerhalb der Teilordnung Pentatomomorpha. Von ihnen sind drei Arten in zwei Gattungen bekannt.

## Merkmale
Die relativ großen Wanzen erreichen Körperlängen von bis zu 15 Millimetern. Sie sind rötlich braun oder schwarz gefärbt und haben einen mäßig langgestreckten, parallelrandigen Körper, der dorsal abgeflacht ist. Sie ähneln Randwanzen (Coreidae) der Unterfamilie Pseudophloeinae und manchen Bodenwanzen (Lygaidae).
Der Kopf ist sehr langgestreckt und stark verjüngt. Seine Oberfläche ist mit Tuberkeln versehen. Die Punktaugen (Ocelli) sind sehr klein und befinden sich nahe dem hinteren Seitenrand der Facettenaugen. Die Stirnplatte (Clypeus) ist erhöht und mittig eingedrückt. Die Bucculae sind groß, langgestreckt und grenzen vorne aneinander an. Sie sind hinten bis zum Vorderrand der Facettenaugen erweitert. Die Basalzellen der Membrane der Vorderflügel werden durch die Querader gebildet, die die vier primären Längsadern verbindet. Die Vorderflügel haben außerdem mehrere distale Adern. Die Ader, die die Medialader und die Cubitalader am Corium verbindet, fehlt. Die Duftdrüsenöffnung am Metathorax hat einen borstenartigen Fortsatz. Die Schienen (Tibien) sind gefurcht. Die Basis des Hinterleibs hat ventral ein eiförmiges, mit Poren versehenes Organ an jeder Seite, das mit dem mit Poren versehenen Bereich am Sternum mancher Arten der Rhyparochromidae vergleichbar ist. Die Trichobothria am Hinterleib befinden sich am dritten und vierten Sternum mesal, am fünften und sechsten lateral und sind gruppiert angeordnet. Alle Stigmen liegen ventral. Die Nymphen haben zwei Paar dorsale Duftdrüsenöffnungen am Hinterleib zwischen dem vierten bis fünften Tergum. Der Ovipositor der Weibchen ist gefranst. Dem birnenförmigen Teil der Spermatheca fehlen deutliche pumpenflanschförmige Anhänge. Die langgestreckten Eier haben drei mikropylare Fortsätze.
Der borstenförmige Fortsatz an der Duftdrüsenöffnung am Metathorax ist vermutlich eine Autapomorphie der Familie.

## Verbreitung
Die Tiere sind nur in Australien verbreitet.

## Lebensweise
Nur wenig ist über die Lebensweise der Wanzen bekannt. Sie leben sehr verborgen unter Steinen in sandigen, steinigen Gebieten. Sie ernähren sich von den reifen Samen von Akazien (Acacia) und Eukalypten (Eucalyptus).

## Taxonomie und Systematik
Das Taxon wurde von Bergroth 1906 als Unterfamilie den Randwanzen zugeordnet und 1912 von ihm sogar auf Tribusebene herabgestuft. Im selben Jahr erhob Reuter die Gruppe in den Familienrang. Henry kam in seiner Revision der Pentatomomorpha mit Schwerpunkt der Lygaeoidea im Jahr 1997 zum Schluss, dass die Familie die Schwestergruppe der Stenocephalidae ist. Dies begründet er mit den oberhalb der Facettenaugen eingelenkten (supericornen) Fühler und der Beweglichkeit des achten Paratergits.
Folgende Gattungen und Arten werden der Familie zugerechnet:
- Gattung Hyocephalus
  - Hyocephalus aprugnus Bergroth, 1906
- Gattung Maevius
  - Maevius indecorus Stål, 1874
  - Maevius luridus Brailovsky, 2002

## Belege